# Edwin Rausser

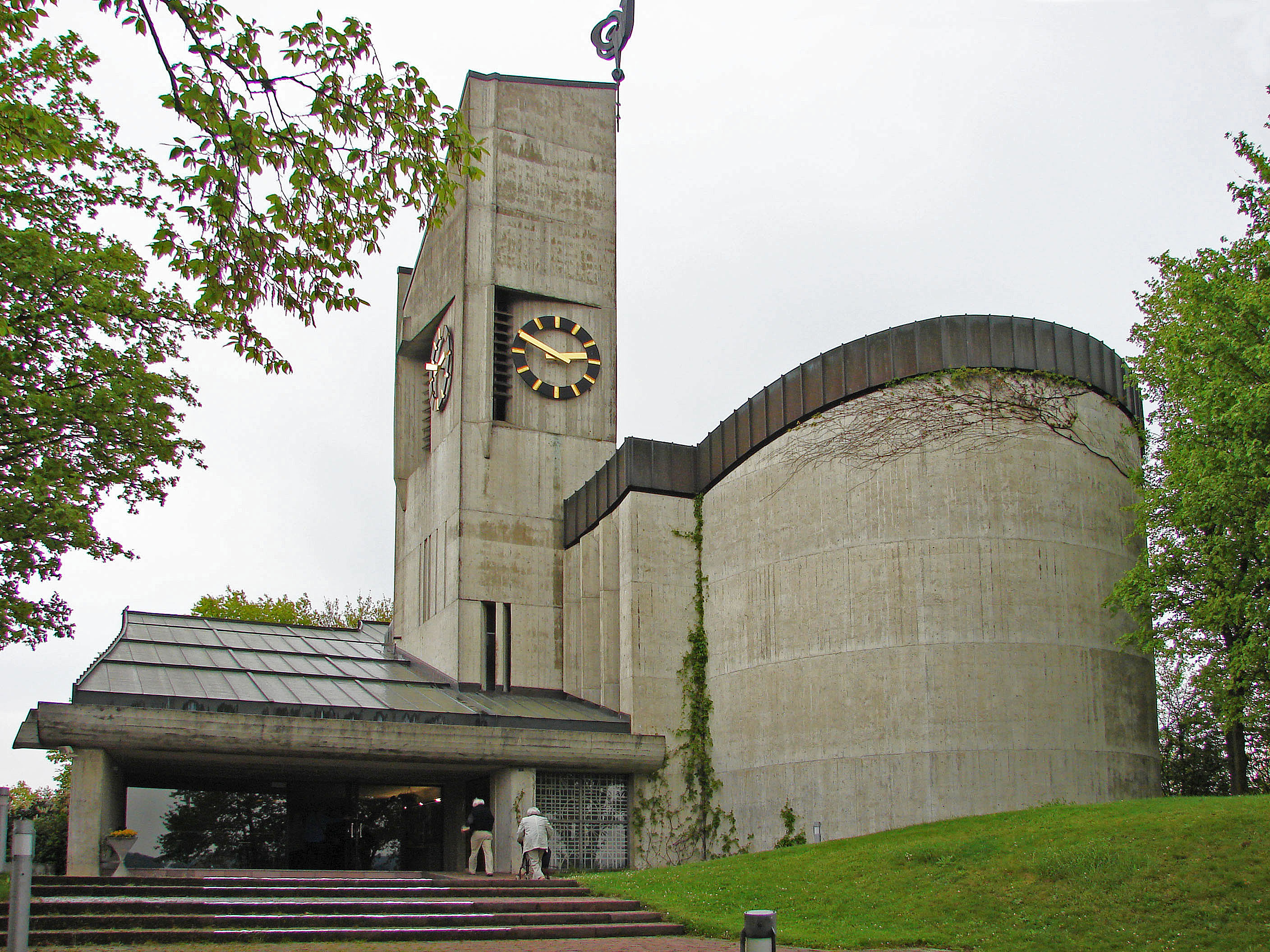
Reformierte Kirche Urtenen

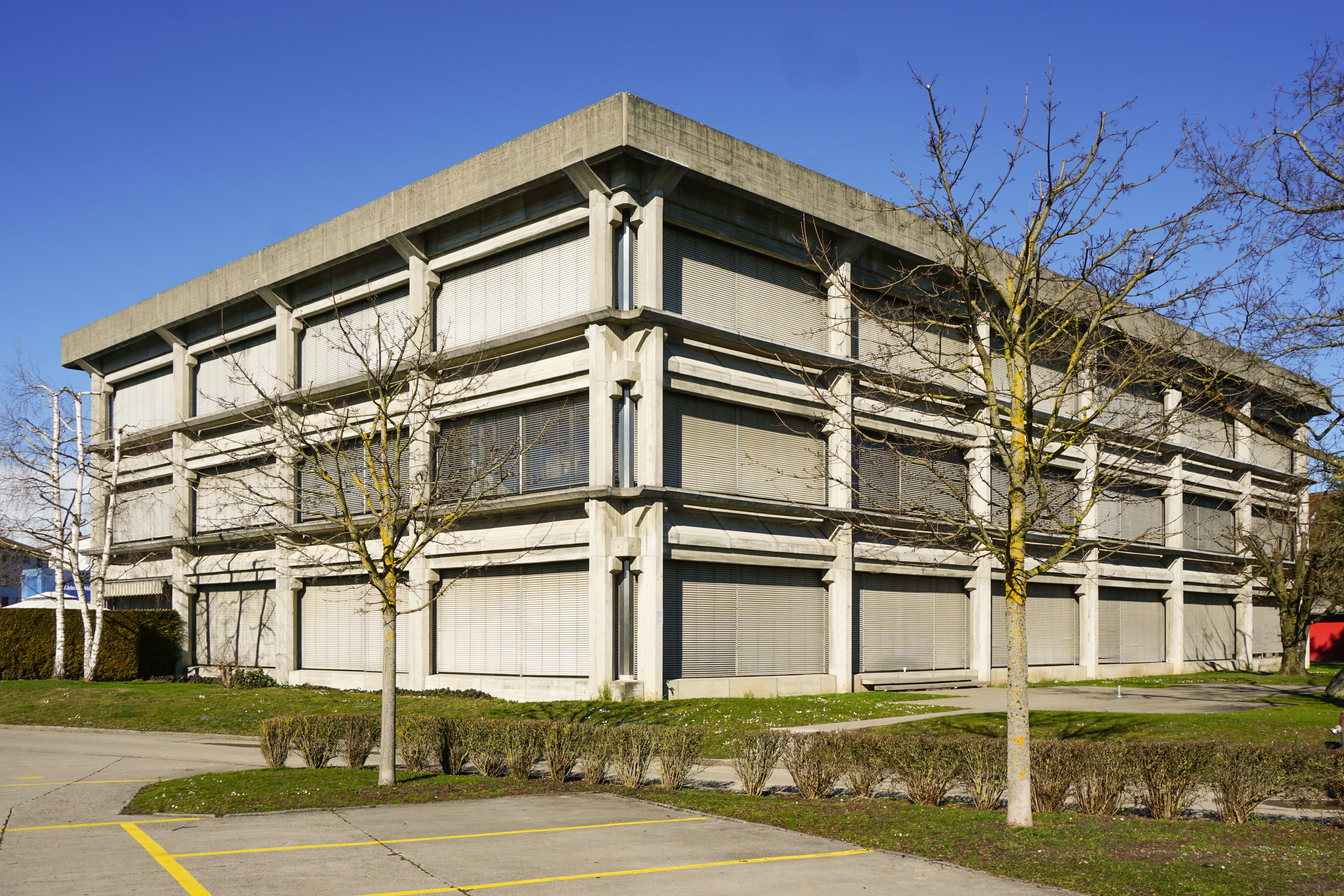
Swissherdbook (2) Schweizer Fleckviehverband Zollikofen

Edwin Frédéric Rausser-Tardent (* 13. Februar 1925 in Bolligen; † 5. Februar 2016 in Bern) war ein Schweizer Architekt der Nachkriegsmoderne.

## Ausbildung und Leben
Edwin Rausser studierte an der ETH Zürich Architektur und arbeitete dann bei Maurice Billeter in Neuenburg, einem Schüler von Auguste Perret. Das mit Beton gestaltete Werk der klassischen Moderne Perrets, das ihm durch Billeter vermittelt wurde, sowie das Vorbild Le Corbusiers waren die Grundlage für Raussers weiteres Schaffen. 1954 eröffnete er sein eigenes Büro in Bern.
Ab 1973 führte er das Büro mit seinem Partner Pierre Clémençon (* 1939) weiter. 1983 stiess noch Martin Ernst (* 1945) dazu. Die Bürogemeinschaft hiess dann Rausser, Clémençon, Ernst Architekten AG. Rausser verliess 1990 altershalber die Bürogemeinschaft, die nach dem Austritt von Clémençon und Ernst als 3B Architekten weiter existiert.
Der bis zuletzt aktive Edwin Rausser verstarb kurz vor seinem 91. Geburtstag in seinem Heim in Bern.

## Wirken
1968–1970 entstand das Zentrum des Fleckviehzuchtverbandes, heute Swissherdbook, an der Schützenstrasse in Zollikofen. Rausser überzeugte die Bauherrschaft, dass die Bauweise in Beton die Fortschrittlichkeit ausdrückt, Holz sei als Abdruck der Schalung im Sichtbeton vorhanden. Rausser entwarf ein Stützensystem von 4 auf 6 Raumfeldern nach dem Modulor von Corbusier und erreichte damit frei disponible Grundrisse. Die tragenden Elemente sind aussen an der Fassade als Konstruktionsdetails sichtbar, sie wurden vor Ort gegossen und ohne Gerüst aufgestellt. Die entstandenen Nutzflächen für Büros und eine frühe IBM-Computeranlage wurden dahinter mit Glas nach aussen abgeschlossen, womit die geforderten Isolationswerte gewährleistet wurden. An den Bau einer Autoeinstellhalle dachte damals niemand, und deshalb wurde später eine angrenzende grosse Fläche zum Parkplatz für die Angestellten eingerichtet.
In seinem Werkverzeichnis befinden sich Kirchen in Bichelsee und Urtenen, wo ebenfalls der Modulor Corbusiers als Grundlage diente, ausserdem die Neugestaltung der Klosterschule in Einsiedeln, die Tibeterbibliothek in Rikon, Bauten an der Expo 64, Schulhäuser in Urtenen und im Tscharnergut Bern, kleinere und grössere Wohnbauten sowie Entwürfe für die UNO zum modularen Weiterbauen der alten Architektur in Sanaa (Jemen).
Nach dem Eintritt des Büropartners Pierre Clémençon 1973 folgten die Neukonzeption des Massnahmenzentrums St. Johannsen/Gals, die Schlösser Bümpliz und Sumiswald und viele weitere Aufgaben.
Der Nachlass von Edwin Rausser befindet sich in der Burgerbibliothek Bern. Der Bestand beinhaltet nebst privaten Dokumenten vor allem Materialien zu den Bauprojekten, an denen er als Architekt, Berater, als Mitglied von Baukommissionen oder in Fachjurys beteiligt war. So finden sich vor allem Bauzeichnungen, Bauverträge, Baupläne, Bauskizzen sowie Bauabrechnungen. Zudem beinhaltet der Bestand eine umfangreiche Plansammlung (gefaltete und gerollte Pläne) sowie eine Sammlung von Bildmaterial (Dias, Fotografien, Negative, Glasnegative) zu den entsprechenden Bauprojekten im In- und Ausland.

## Bauten und Entwürfe
Nicht vollständig
- 1954–1973: Neugestaltung Klosterschule Einsiedeln in 8 Etappen
- 1958–1960: Evangelische Kirche in Bichelsee (TG)
- 1964–1968: Reformierte Kirche Urtenen
- 1968–1970: Zentrum des Fleckviehzuchtverbandes, heute Swissherdbook, an der Schützenstrasse in Zollikofen.
- 1964: Bauten an der Expo
- Schulhaus Urtenen
- 1961: Schulhaus Tscharnergut Bern
- 1965–1970: Wohnbauten in Münchwilen, Worb und Schönbühl
- 1969–1970: Entwürfe für die UNO zum modularen Weiterbauen der alten Architektur in Sanaa (Jemen)
- 1991–1993: Tibeterbibliothek in Rikon

Nach dem Eintritt des Büropartners Pierre Clémençon 1973
- 1974–1982 Neukonzeption des Massnahmenzentrums St. Johannsen/Gals
- Schloss Sumiswald
- Schloss Bümpliz